# 李爽 (画家)

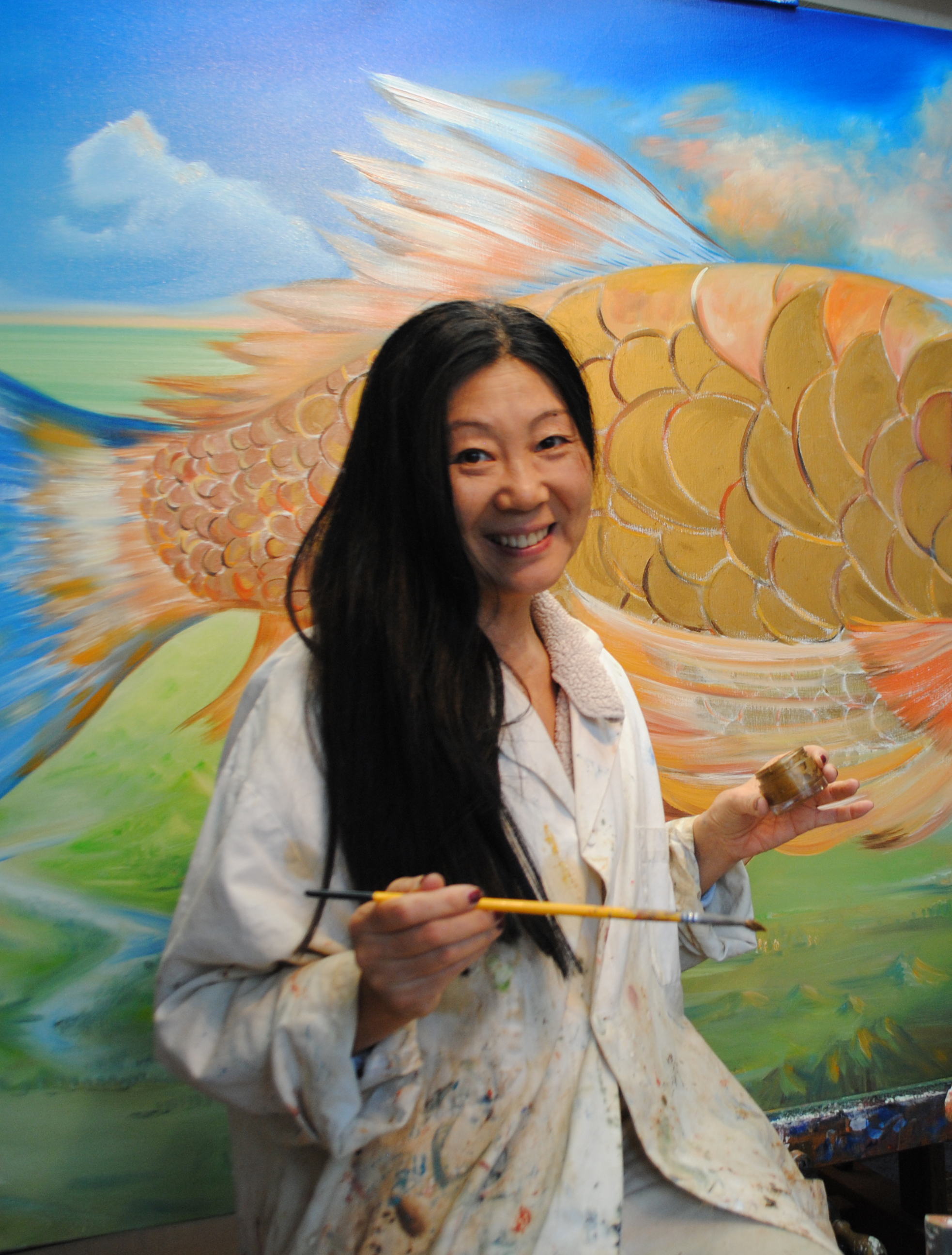
2014年的李爽

李爽（1957年—）女，生于北京，中华人民共和国画家，星星画会创始人之一，“李爽事件”当事人。后移居法国。

## 生平
李爽的父亲李献文自清华大学土木建筑系毕业后，留校任教。反右运动后，被打成“候补右派”，以“劳改工人”身份到1950年代“北京十大建筑”工地上劳动，实际上是设计师。李爽的母亲因为李爽父亲的缘故，被下放至长春的《吉林画报》社。
李爽出生在清华大学校医院。母亲被下放长春时，李爽年仅3岁，所以母亲只带了5岁的姐姐，将李爽送进离李爽外祖母家最近的人民文学出版社幼儿园全托。因为父亲是右派，幼儿园阿姨对李爽非常不好，李爽经常遭受辱骂和体罚。1959年，父亲带着右派帽子调北京建筑工程学院任教，母亲1961年从长春调回北京，也到北京建筑工程学院教英文。全家四口人1961年重新团聚。
1966年文革爆发后，李爽的父亲在北京建筑工程学院遭到残酷批斗。家里也被当红卫兵的该校学生抄家。抄家后，父母失去工资。李爽的外祖父家也被抄家，古玩被毁灭，外祖父和外祖母遭红卫兵殴打并扫地出门，房屋被没收充公。李爽自己也经常被周围孩子欺负，曾自杀但未遂。不久，父亲被北京建筑工程学院的红卫兵“隔离审查”，关押在学校内。
文革期间，李爽所在的郝家湾小学更名为文星街小学。李爽经过努力，加入了红小兵（文革期间取代中国少先队的少年儿童组织），但又自己把红小兵袖章剪坏。14岁上中学后，经常逃学，同插队、军垦回北京的青年在她家以西的甘家口、三里河一带活动。当时这一带按地区形成了一些青年帮派，其中既有被打倒的中共高级干部的子弟，也有许多出身右派、资本家、反动学术权威、知识分子家庭的孩子。她开始结识百万庄一带的“玩儿闹”（闲散无业青年）。北京什刹海滑冰场重新开放后，又经常去那里滑冰。
高中毕业，19岁的李爽到北京市顺义县高丽营公社一村四队插队。同大自然的接触令李爽十分兴奋，从此她开始画画。春节回北京探亲时，她曾到各公园画画，并曾在公园遇见史铁生。
文革结束后，恢复高考。李爽考北京电影学院落榜，后被录用为中国青年艺术剧院美工，从高丽营公社回到北京城。此后，她活跃于北京地下文艺沙龙，结识了许多作画、写诗的文艺青年，例如曲磊磊（父亲是《林海雪原》作者曲波）、阿城（父亲是电影界第一大右派钟惦棐）等等，大多是中共老干部或老知识分子的子弟。一天在北岛家，黄锐告诉李爽说正筹备画展，想看看李爽的画。次日，黄锐到严力家看了李爽的画，决定邀请李爽参加画展，即“星星美展”。
1979年9月27日，20余人的上百件作品，包括水墨画、油画、木刻版画、木雕，挂在中国美术馆东侧小花园的铁栏杆上展览，这就是“星星美展”。当天上午10点后，观众越聚越拥挤，并迅速引起轰动。1980年，中国美术馆举办“星星第二届绘画展览”，李爽的参展作品有《神台下的红孩》、《希望之光》、《盲女》等。这批艺术家又成立了“星星画会”，李爽是创始人之一，也是其中唯一一位女性。
“星星”的成员常与外国艺术家、外交官往来。李爽遇到了法国外交官白天祥（Emmanuel Bellefroid，人称“老白”）。一次法国驻华大使家请客，老白在阳台向李爽表白，随后两人开始幽会并订婚。但当时中国尚很闭塞，中国人被禁止同外国人恋爱、结婚。李爽受到了很大压力。
1981年11月，一次在老白短暂出差期间，老白安排李爽住进北京外交公寓，以免李爽被中国政府骚扰。但李爽下楼去见姐姐，在门口被埋伏的中国警察抓进三里屯派出所。经三个月审讯后，24岁的李爽被以“流氓教唆犯”的罪名，判处劳动教养两年。此即“李爽事件”。白天祥1975年来北京，在李爽被捕后他被控支持民运分子而被中国政府驱逐出境。李爽在劳动教养的两年内，阅读了许多历史书及中国古典著作。白天祥回到法国后，要求法国政府出面令李爽获释，法国社会各界纷纷要求中国释放李爽。法国艺术界及政界人士组织了营救李爽委员会，法国驻华大使馆和驻华记者站记者都被卷入。法国市民与艺术家共数百人在巴黎的中国驻法国大使馆前举着巨大标语“李爽无罪！”抗议。1983年法国总统密特朗访华，在同邓小平的会晤中提出该事，李爽于次日获释。此时距离她劳动教养期满只差1星期。
1983年，获释后不久李爽便赴法国。1983年11月26日，26岁的李爽飞抵法国，受到法国人欢迎，法国电视、报纸纷纷报道这位“死里逃生”的美丽艺术家。但李爽不大喜欢这种关注。1984年，李爽与白天祥结婚。婚后育有两子。二人的爱情故事被法国电视台、《纽约时报》等媒体报道。移居法国后，李爽每天在巴黎南部她的工作室工作6、7个钟头。曾在巴黎蓬皮杜艺术中心展览“中国木刻”，还曾参加台北汉雅轩画廊的“星星：十年”联展以及在中国、日本、韩国、西班牙、意大利等地的联展。部分作品曾在苏富比、佳士得的拍卖会上拍卖。21世纪初，她在中国北京、新加坡、印度尼西亚都举办过个展。

## 著作
- 李爽，爽：七十年代私人札记，新星出版社，2013年

## 家庭
- 祖父：海关总署的税务司长。住在天津租界，有11个孩子（五男六女）。
- 祖母：单桂珍，父母都是朝鲜人。
- 曾外祖父：祖籍西藏，据说自幼被一北欧传教士收养，皈依基督教，并任长老会的长老。
- 外祖父：俞培新，祖籍西藏，祖上迁居山东。信仰基督教。古玩商，主要客户都是美国人，因信誉好而被美国人称为“诚实俞”（Honest Yu）。中华人民共和国时期，1951年古玩和房地产被没收，改任中央人民政府外交部国际问题研究所资料室主任。文革期间被抄家后半身不遂，不久去世。
- 外祖母：江文秀，云南藏族人。曾姓朗顿旺吉，是西藏贵族，后来因故全家族逃往内地，改姓江。
- 大舅：俞天恩，排行老大。
- 二舅：俞天民，排行老二，外语学院教师。
- 大姨：俞天琛，排行老三。
- 父亲：李献文，排行老三。清华大学土木建筑系毕业，留校任教。1950年代曾得过全国速滑冠军。被打成右派，后到北京建筑工程学院任教。改革开放后，曾任中国环境科学研究院院长。
- 母亲：俞天玫，排行老四，最小的女儿。北京大学西语系毕业。
- 姐姐：
- 丈夫：白天祥。[1]